# Codice generale delle collettività territoriali
Il Codice generale delle collettività territoriali (CGCT) (in francese Code général des collectivités territoriales) raggruppa, in Francia, leggi e regolamenti in materia di diritto delle collettività territoriali. 
Le disposizioni legislative sono state emanate nel 1996, la parte normativa nel 2000. Alla sua emanazione, il codice generale del governo locale non aggiunge nessuna nuova regola in relazione alla normativa vigente. Esso sintetizza e riordina più di due secoli di leggi sull'amministrazione territoriale, la prima data torna alla Convenzione del (1791). Questo testo unico contribuisce alla codifica e a un accesso più facile alla legge francese, in particolare riducendo il numero di leggi e decreti, prima sparsi, ora riuniti in un unico riferimento, e ri-ordinati secondo un piano per facilitarne la comprensione delle regole.

## Contenuti del codice
- Parte prima: Disposizioni generali (6 libri)
- Parte seconda: i comuni (5 libri)
- Parte terza: i dipartimenti (4 libri)
- Parte quarta: la Regione (4 libri)
- Parte quinta: Cooperazione Locale (9 libri: sindacato di comuni, unione di comuni, comunità di comuni, comunità urbane, comunità d'agglomerazione, metropoli, métropole d'Aix-Marseille-Provence, métropole du Grand Paris).
- Parte sesta: le collettività d'oltremare disciplinate dall'articolo 74 della Costituzione (4 libri)
- Parte settima: le altre collettività disciplinate dall'articolo 73 della Costituzione (3 libri)

Ogni libro è composto da titoli e capitoli.

## I soggetti interessati
- Stato
- Regione: Consiglio regionale e prefetto
- Dipartimento: Consiglio dipartimentale
- Comuni
- Società commerciali in relazione con la regione (società locali o uffici regionali di società di grandi dimensioni)
- Consiglio economico, sociale e ambientale regionale